# Phycoérythrobiline
La phycoérythrobiline est une phycobiline, c'est-à-dire un chromophore de structure tétrapyrrole ouverte, de couleur rouge et présente chez les cyanobactéries et les chloroplastes des algues rouges, des glaucophytes et des cryptophytes. On la trouve également liée par covalence (via une liaison thioester) à la phycoérythrine, une phycobiliprotéine, dont il est l'accepteur d'énergie final.
La quantité de phycoérythrobiline dans les phycoérythrines varie très sensiblement selon les organismes considérés.